# 荒川慎太郎

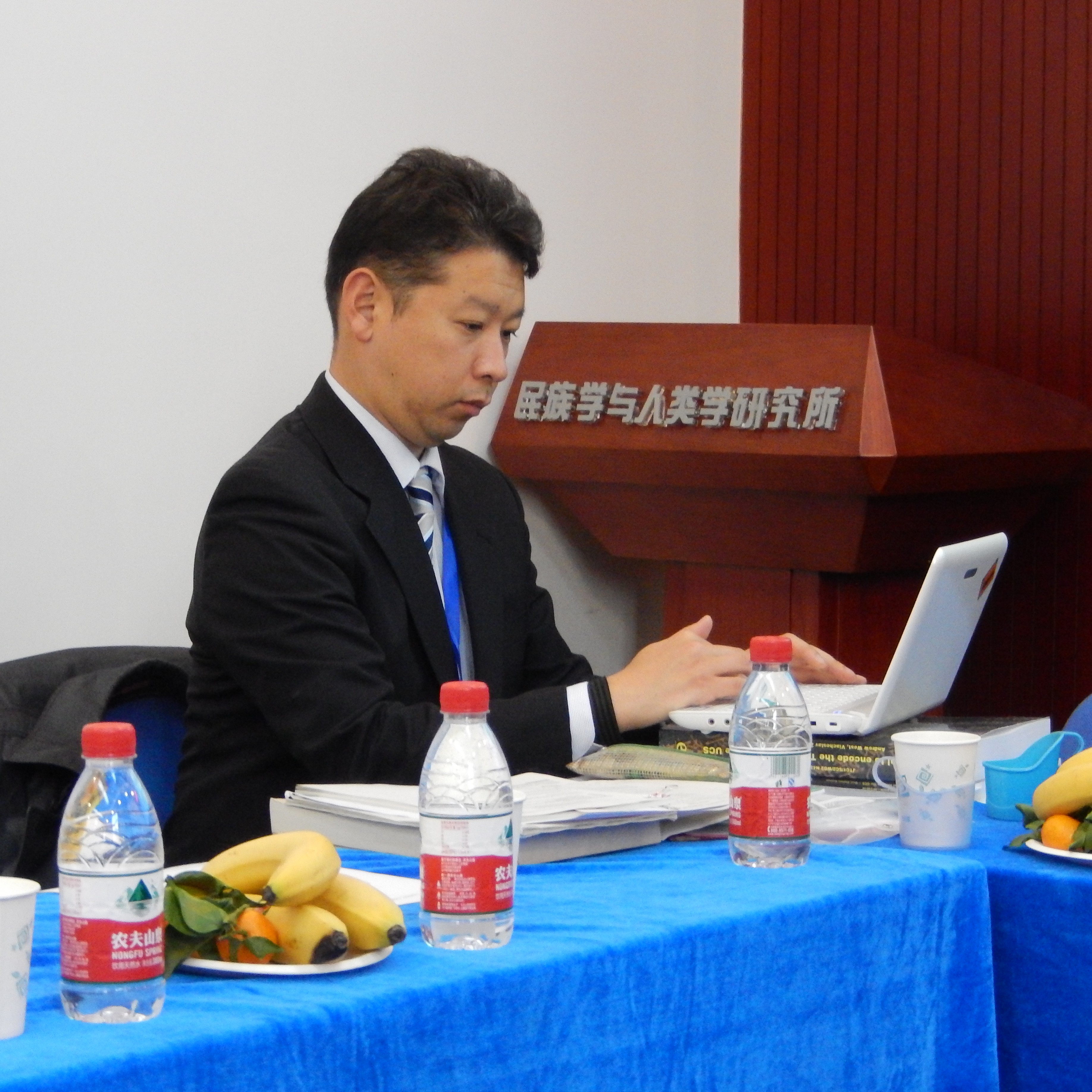
荒川慎太郎

荒川慎太郎（1971年5月—），日本语言学家與西夏學家，東京外國語大學亞非語言文化研究所準教授。

## 生平
1995年3月毕业于京都大学文学部言語学，1997年3月毕业于京都大学大学院文学研究科碩士課程，2002年3月毕业于京都大学大学院文学研究科博士。2003年4月担任東京外國語大學亞非語言文化研究所助手。2007年4月担任東京外國語大學亞非語言文化研究所准教授

## 外部連結
- 武威专家有力佐证：“活字印刷在中国”毋庸置疑